# مهرجان الفلم الدولي الهندي

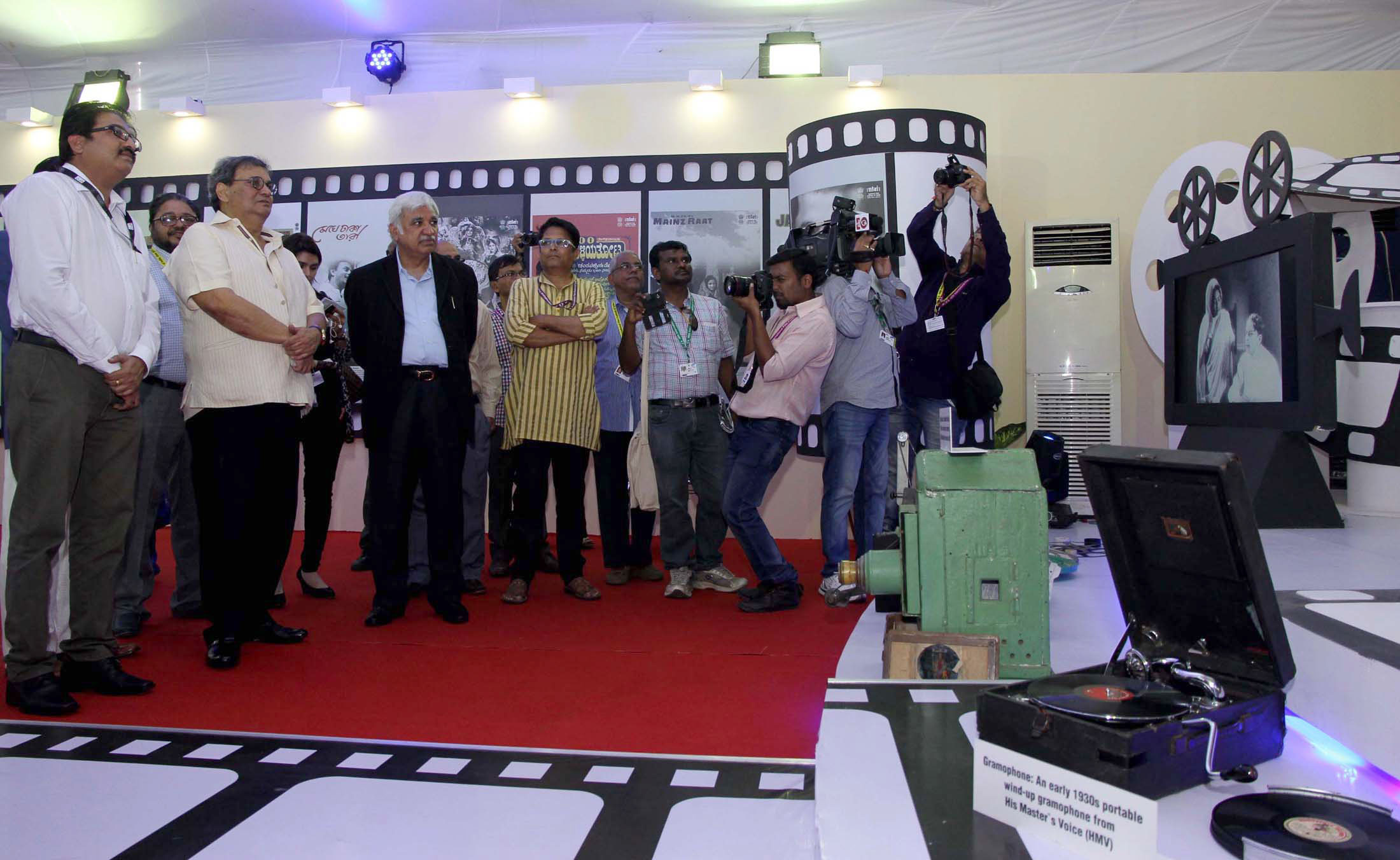

مهرجان الفيلم الدولي الهندي (IFFI)، هو واحد من أهم المهرجانات السينمائية في آسيا. حيث يعد منصة مشتركة لدور السينما العالمية لإبراز التميز الفني للفيلم والمساهمة في فهم وتقدير الثقافات السينمائية الاجتماعية والثقافية لمختلف الدول وتعزيز الصداقة والتعاون بين شعوب العالم.
يقام المهرجان الذي تأسس عام 1952 سنوياً في ولاية غوا على الساحل الغربي للبلاد بالاشتراك مع وزارة الإعلام والإذاعة الهندية وإدارة المهرجانات السينمائية الهندية وحكومة غوا.

## روابط خارجية
- مهرجان الفلم الدولي الهندي على موقع IMDb (الإنجليزية)
- مهرجان الفلم الدولي الهندي على موقع IMDb (الإنجليزية)